# Lijst van nummer 1-hits in Denemarken in 2003
Deze hits stonden in 2003 op nummer 1 in de Tracklisten Top 40, de bekendste hitlijst in Denemarken.
| Datum        | Artiest                  | Titel                   |
| ------------ | ------------------------ | ----------------------- |
| 3 januari    | Julie                    | Every Little Part of Me |
| 10 januari   | t.A.T.u.                 | All the Things She Said |
| 17 januari   | Julie                    | Every Little Part of Me |
| 24 januari   | Julie                    | Every Little Part of Me |
| 31 januari   | Eminem                   | Lose Yourself           |
| 7 februari   | Christine Milton         | Superstar               |
| 14 februari  | Christine Milton         | Superstar               |
| 21 februari  | Christine Milton         | Superstar               |
| 28 februari  | Christine Milton         | Superstar               |
| 7 maart      | Christine Milton         | Superstar               |
| 14 maart     | Christine Milton         | Superstar               |
| 21 maart     | Christine Milton         | Superstar               |
| 28 maart     | 50 Cent                  | In da Club              |
| 4 april      | 50 Cent                  | In da Club              |
| 11 april     | 50 Cent                  | In da Club              |
| 18 april     | 50 Cent                  | In da Club              |
| 25 april     | Madonna                  | American Life           |
| 2 mei        | Madonna                  | American Life           |
| 9 mei        | Laze                     | Steppin' Out            |
| 16 mei       | Fu:el                    | Please Please           |
| 23 mei       | Fu:el                    | Please Please           |
| 30 mei       | Fu:el                    | Please Please           |
| 6 juni       | Fu:el                    | Please Please           |
| 13 juni      | Daniel Bedingfield       | If You're Not the One   |
| 20 juni      | Daniel Bedingfield       | If You're Not the One   |
| 27 juni      | Daniel Bedingfield       | If You're Not the One   |
| 4 juli       | Daniel Bedingfield       | If You're Not the One   |
| 11 juli      | UFO Yepha                | Hver dag                |
| 18 juli      | UFO Yepha                | Hver dag                |
| 25 juli      | UFO Yepha                | Hver dag                |
| 1 augustus   | UFO Yepha                | Hver dag                |
| 8 augustus   | UFO Yepha                | Hver dag                |
| 15 augustus  | UFO Yepha                | Hver dag                |
| 22 augustus  | Safri Duo                | Fallin' High            |
| 29 augustus  | Safri Duo                | Fallin' High            |
| 5 september  | Safri Duo                | Fallin' High            |
| 12 september | The Black Eyed Peas      | Where Is the Love?      |
| 19 september | The Black Eyed Peas      | Where Is the Love?      |
| 26 september | The Black Eyed Peas      | Where Is the Love?      |
| 3 oktober    | The Black Eyed Peas      | Where Is the Love?      |
| 10 oktober   | The Black Eyed Peas      | Where Is the Love?      |
| 17 oktober   | The Black Eyed Peas      | Where Is the Love?      |
| 24 oktober   | The Black Eyed Peas      | Where Is the Love?      |
| 31 oktober   | Blue                     | Guilty                  |
| 7 november   | Sugababes                | Hole in the Head        |
| 14 november  | Kylie Minogue            | Slow                    |
| 21 november  | Britney Spears & Madonna | Me Against the Music    |
| 28 november  | Maria Lucia              | Taking Back My Heart    |
| 5 december   | Maria Lucia              | Taking Back My Heart    |
| 12 december  | Maria Lucia              | Taking Back My Heart    |
| 19 december  | Maria Lucia              | Taking Back My Heart    |
| 26 december  | Maria Lucia              | Taking Back My Heart    |